# خوجالي
خوجالي (باللغة الأذريّة: Xocalı، مدينة تقع في محافظة أسكيران وسط جمهورية مرتفعات قرة باغ، وكانت قديما مدينة أذربيجانية وعاصمة منطقة خوجالي غرب أذربيجان وأصلها خوجة وهو لقب تركي.

## تاريخ خوجالي
احتلّت خوجالي من قبل أرمينيا في فبراير 26، 1992.
مسافة بين خوجالي وعاصمة باكو 375 كم.
محافظة خوجالي هي جار مع مناطق لاتشين، وكلبجر، وآغدام وشوشا.
في محافظة خوجالي المدينة والبلدة إسمها أسكران، و50 قرية. مركزها مدينة خوجالي.
القرى: علملي، قراكوتوك، بلليجى، خانيوردو، مهديبيلي، جميلي، جنقجي، سيعناق، داغيورد، داشبولاق، بدارى، خانيري، قياباشي، سونجينكى، حاروف، داغداغان، خانابد، أغكديك، أضاغي قيليجباغ، كوصالار، باشكاند، جانحسان، تزابينى، قيشلاق، جوادلار، يلوبكاند، قرابلاق، دميرجيلار، قوشجوبابى، مدتكاند، قيزيلوبى، أشاغي يميشجان، خاجماز، يوخاري يميشجان، ميشالي، نخجيوانلي، أغبولاق، أرانزمين، دهراز، بيرجمال، بيرلار، داشباشي، فروخ، سيدبيلي، إولوبابى، شوشاكند، داشكند، مختار، سرداركاند، شلفى.

## إبادة جماعية خوجالي
إبادة جماعية خوجالي هي واحدة من المآسي الرهيبة التي تواجه الشعب الأذربيجاني في القرن العشرين.
في 26 فبرايير، عام 1992 كان محاصار خوجالي من قبل القوات المسلحة الأرمنيا.
قتل 613 شخصا بنتيجة هذه إبادة جماعية.
افسد 63 منهم أطفال، 106 النساء، 70 كبار السن شخصا، و8 عائلة بالكامل.
جرح 487 شخصا، منهم الأطفال - 76 شخصا.
وقع أسيرا 1275 شخصا.
و تم تدمير المدينة، البلدة، 8 قرية، 2495 البيت السكاني، 31 المنشأة الصناعية، 20 المؤسسة التعليمية، 14 المؤسسة الصحية، 56 الهيئة الثقافية.

## أبطال وطنيون
حصل 10 أشخاص من محافظة خوجالي ألذي حاربوا ضد الغزاة الأرمينيين على لقب البطل الوطني لأذربيجان - أعلى درجة ولقب فخري وفي جمهورية أذربيجان:
- عمدة أليف لطيف أغلو حخييف (بعد وفاته) - ولد في محافظة خوجالي في عام 1953. عمل القائد العام لمطار مدينة خوجالي.
- توفيق ميرسياب أغلو حسينوف (بعد وفاته) - ولد في محافظة خوجالي في عام 1954. كان قائد وحدة فرقة الدفاع في محافظة خوجالي.
- الاسجار خانلار اغلو نوفروزوف (بعد وفاته) - ولد في محافظة خوجالي في عام 1949. عمل كمدرس.
- رستاموف فزولي صلاح أغلو (بعد وفاته) - ولد في خوجالي في عام 1959. كان عضوا في المحرمات الدفاع عن النفس
- سليموف أراز بهادور أغلو (بعد وفاته) - ولد في عام 1963 في خوجالي. كان عضوا في معسكر.
- حسنوف تابل قاسم أغلو (بعد وفاته) - ولد في عام 1960 في قرية كوسالار في محافظة خوجالي. كان عضوا في محرم للدفاع عن النفس في قرية كوسالار.
- إسماعيلوف ريفالاب أليبر أغلو (بعد وفاته) - ولد في خوجالي في عام 1962. كان عضوا في المعسكر الدفاع عن النفس في خوجالي.
- صلاحوف شاكر شامل أغلو (بعد وفاته) - ولد في عام 1966 في قرية جميلي في محافظة خوجالي. كان ضابط شرطة.
- أحمدوف ناطق إلياس أغلو (بعد وفاته) - ولد في عام 1969 في قرية كوسالار لمحافظة خوجالي. كان ضابط شرطة.
- محمد موحسون شاهين أغلو - ولد في عام 1967 في قرية كوسالار لمحافظة خوجالي. في الوقت الحاضر تعمل نائب لرئيس قسم شرطة مقاطعة شوشا.

## الأثار التي دمرت في نتيجة احتلال أرمينيا
مقابر في قرى كاركياهان وكوسالار وجميل ومسيالي 
من الأثار الدينية قبر سييد في غابة
مكان معبد خوجالي (يغطي حوالي 100 هكتار في 50 هكتار)
أصبح كهف الأزخ، من أحد أقدم المستوطنات البشرية، مخزنًا للأسلحة

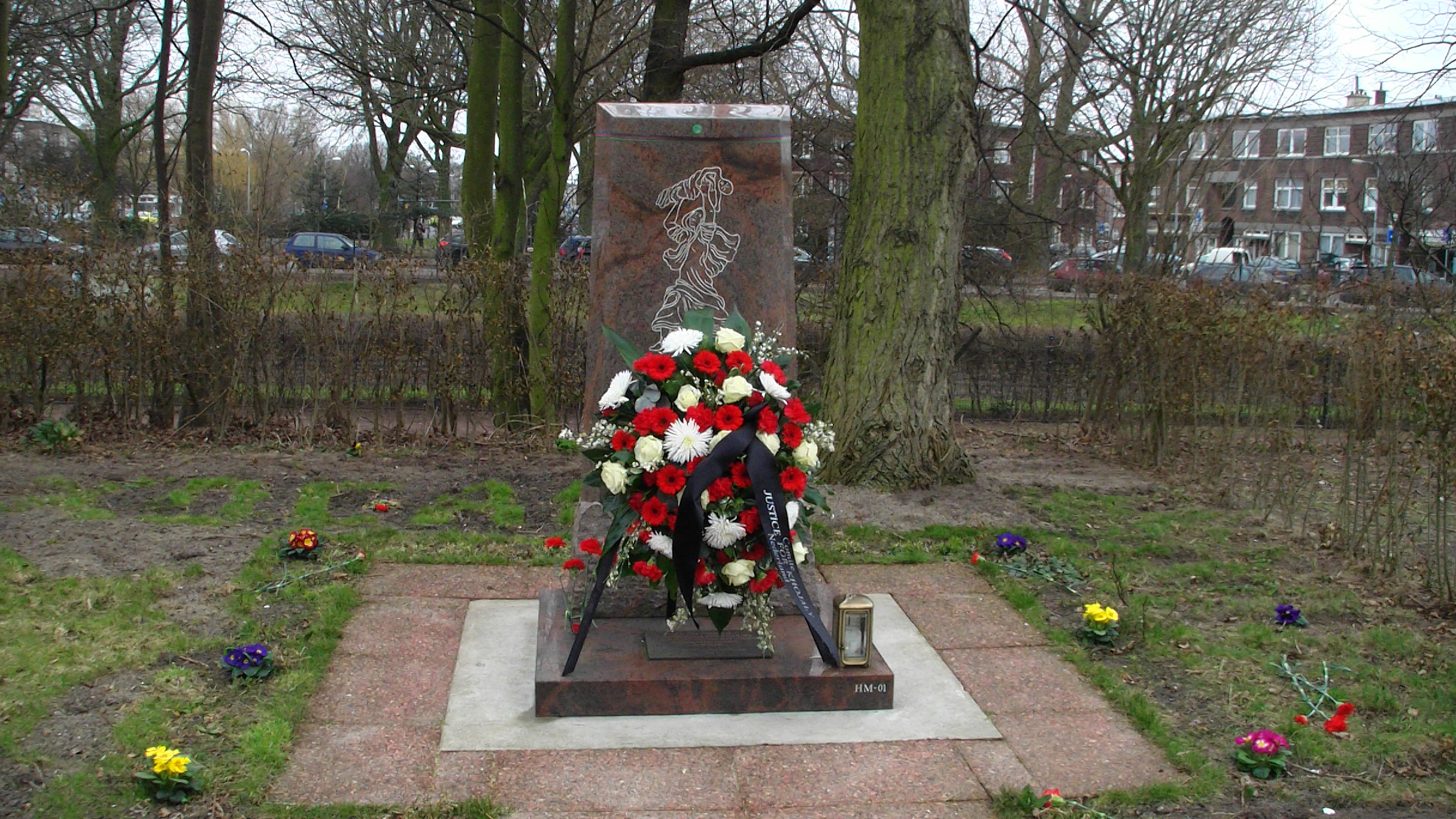
إحياء ذكرى الإبادة الجماعية

ضريح خوجالي من القرن الرابع عشر.

## الجغرافيا والمناخ
تقع مدينة خوجالي على بعد 18 كم من مدينة آغدام و14 كم من مدينة خانكندي في سلسلة قرة باغ. مناخعا هي معتدل.
أعلى ارتفاعها هي قيزقالى (2843 م) وقيرخقيزدير (2827 م). أنهارها الرئيسية هي بدارى وقارقار.

## معرض الصور

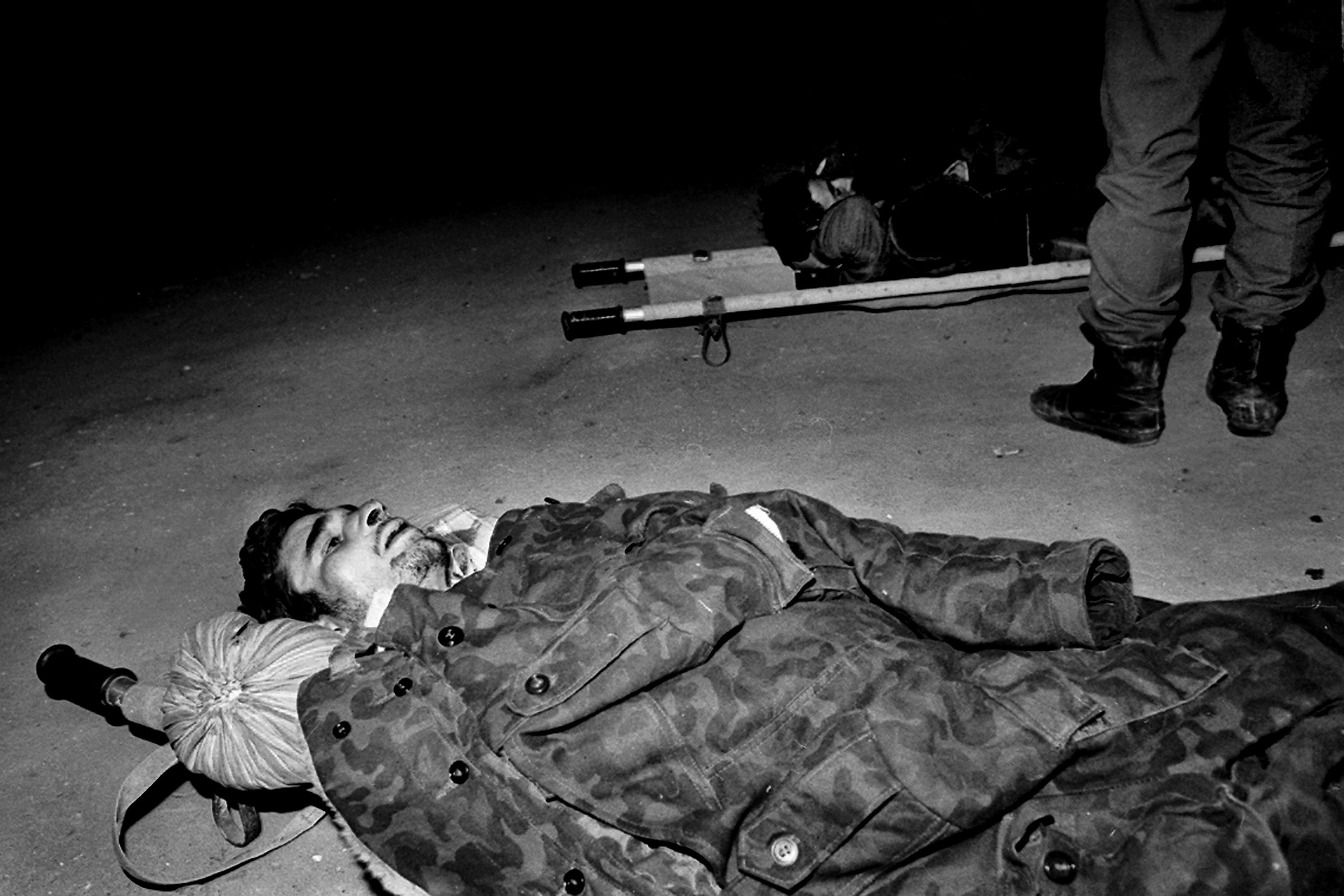
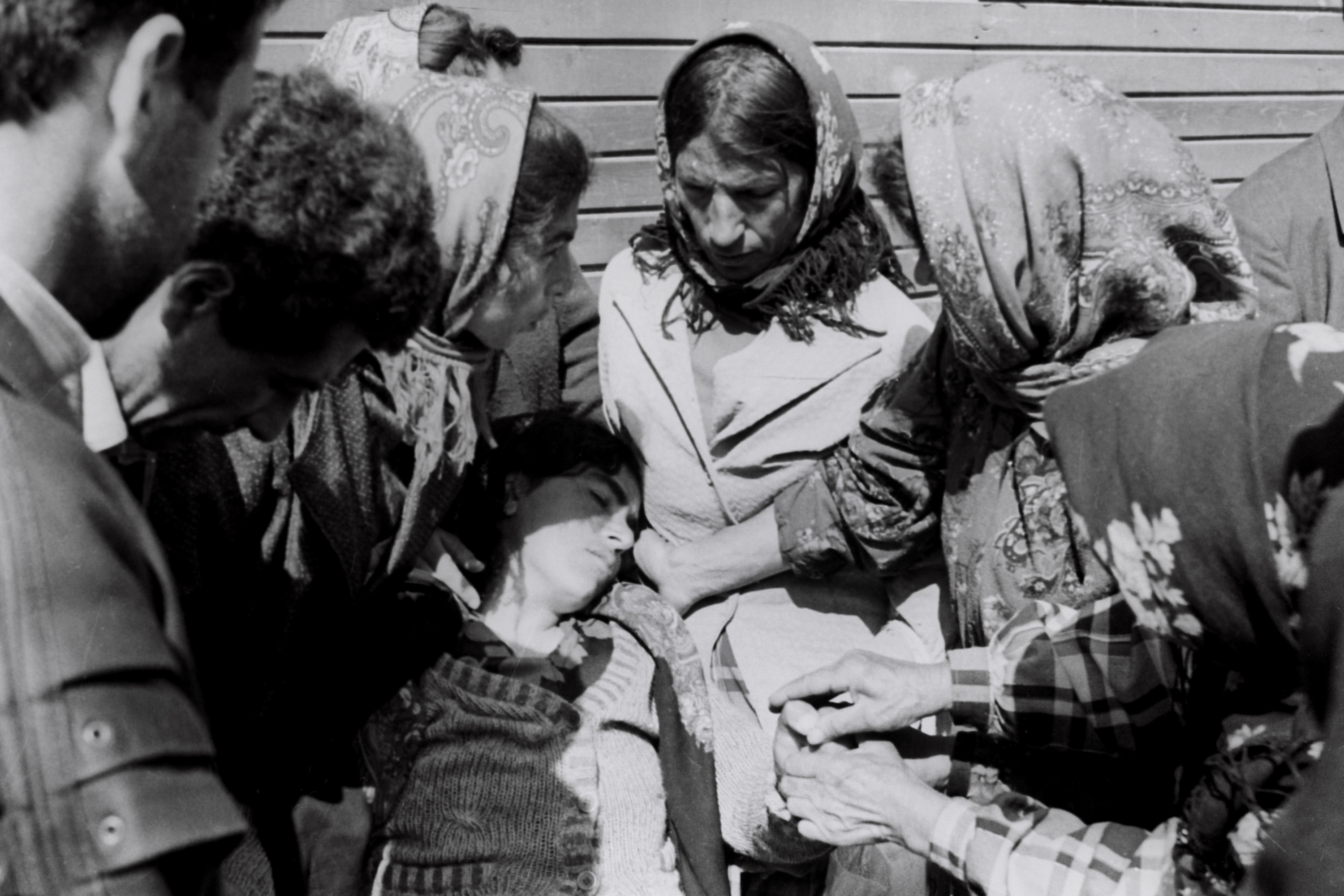
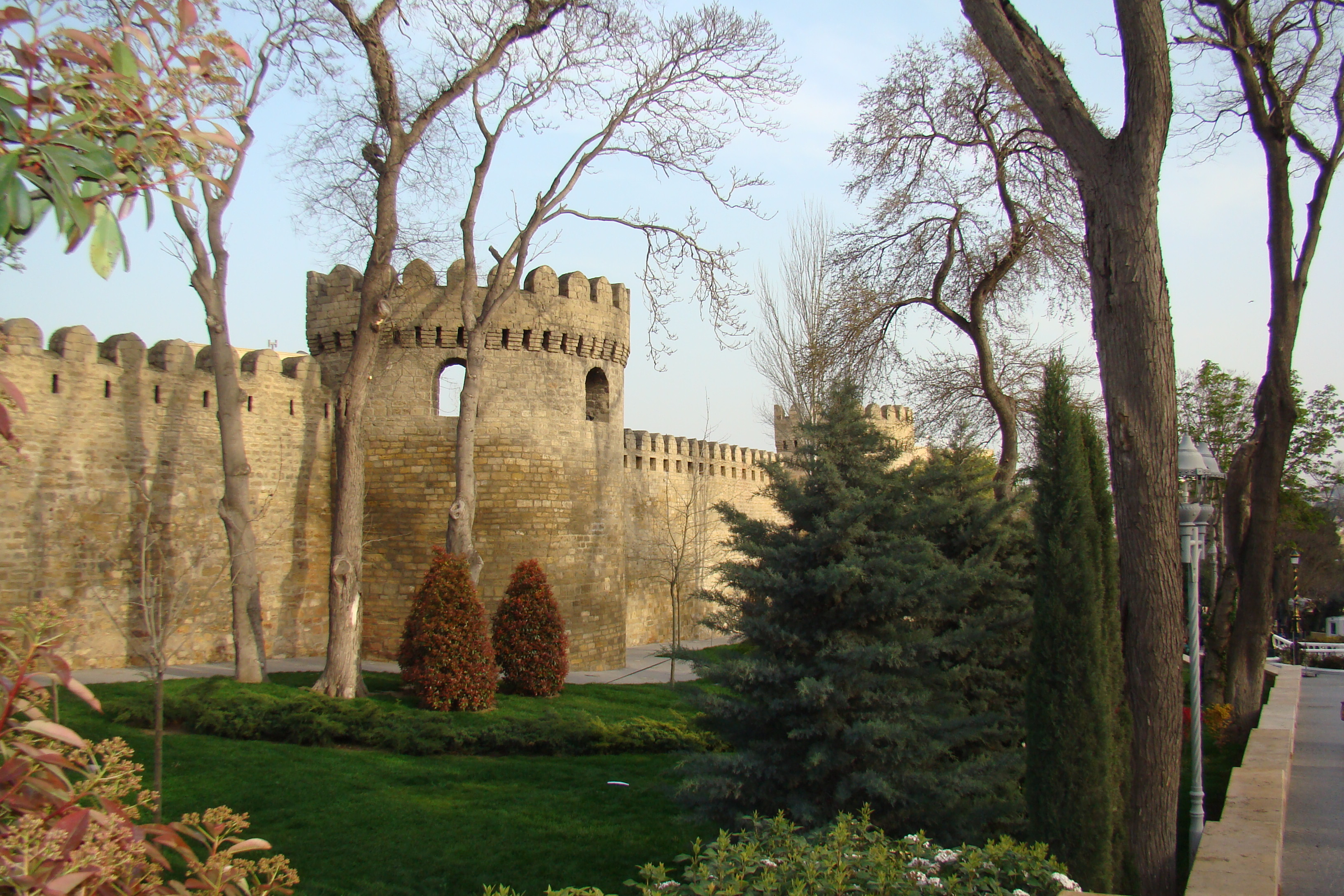
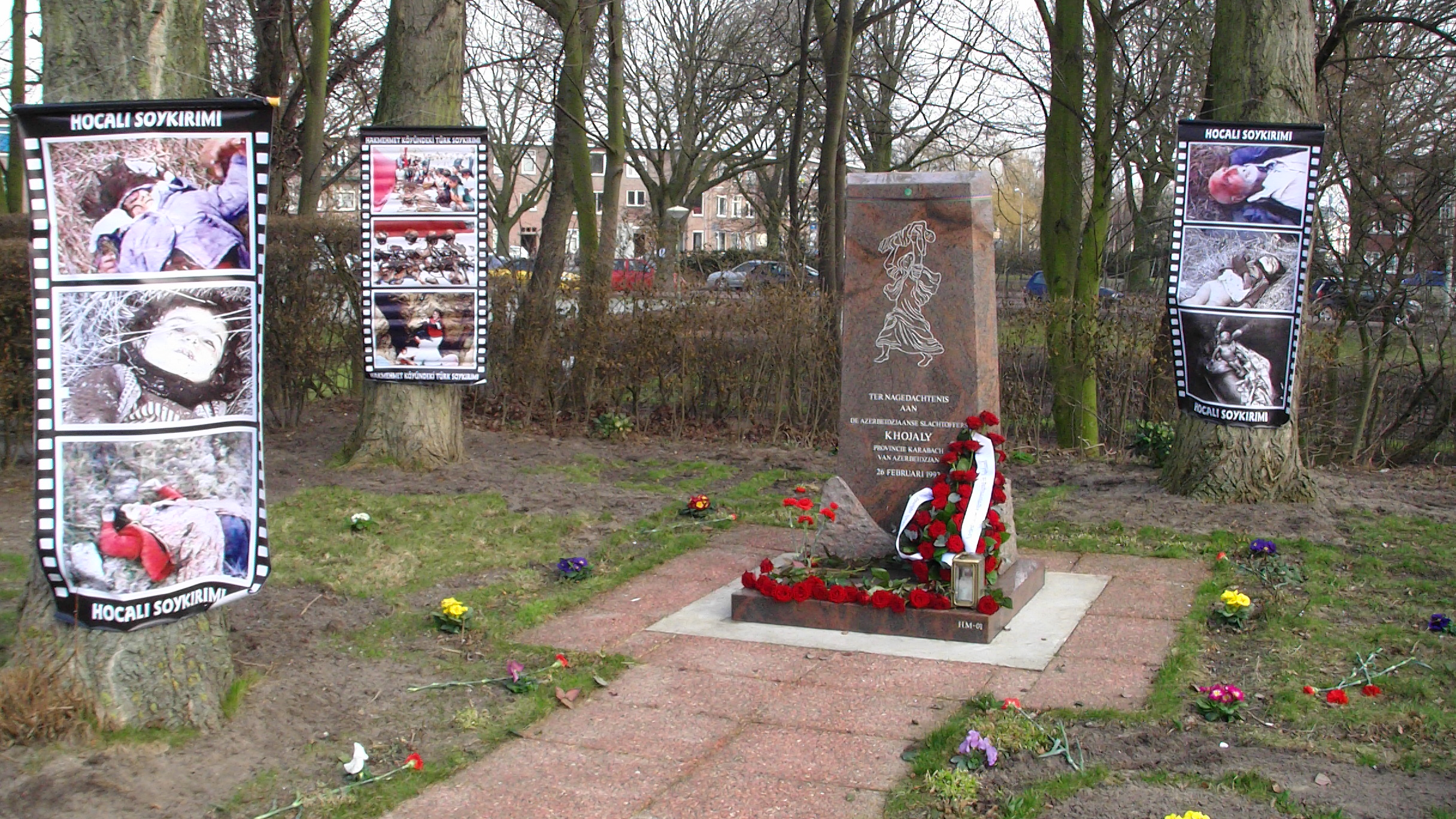